# Costa Grande
Costa Grande é uma junta de governo da província de Entre Ríos, na Argentina.